# Oviedo (stad)

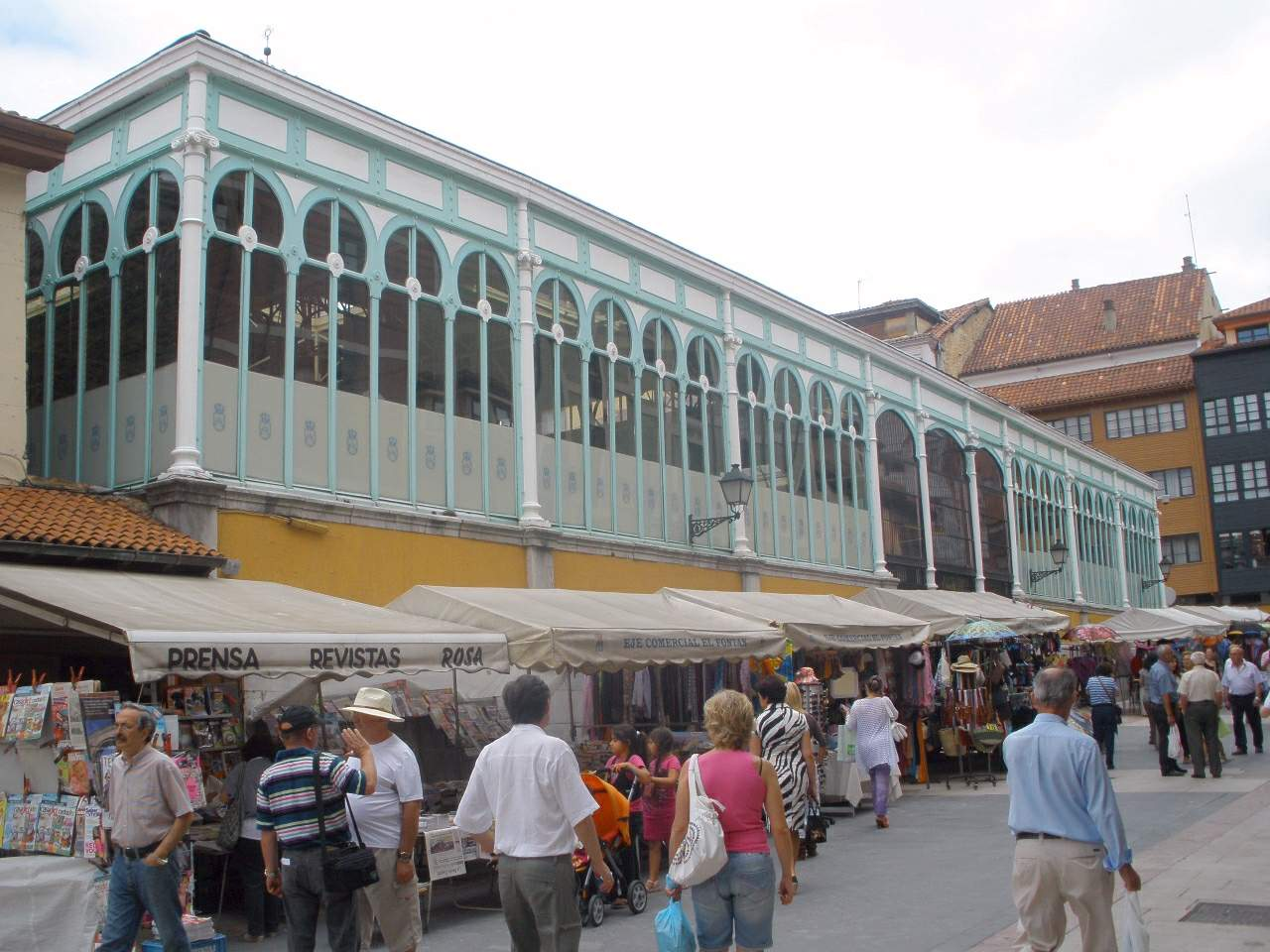
De overdekte markt El Fontán

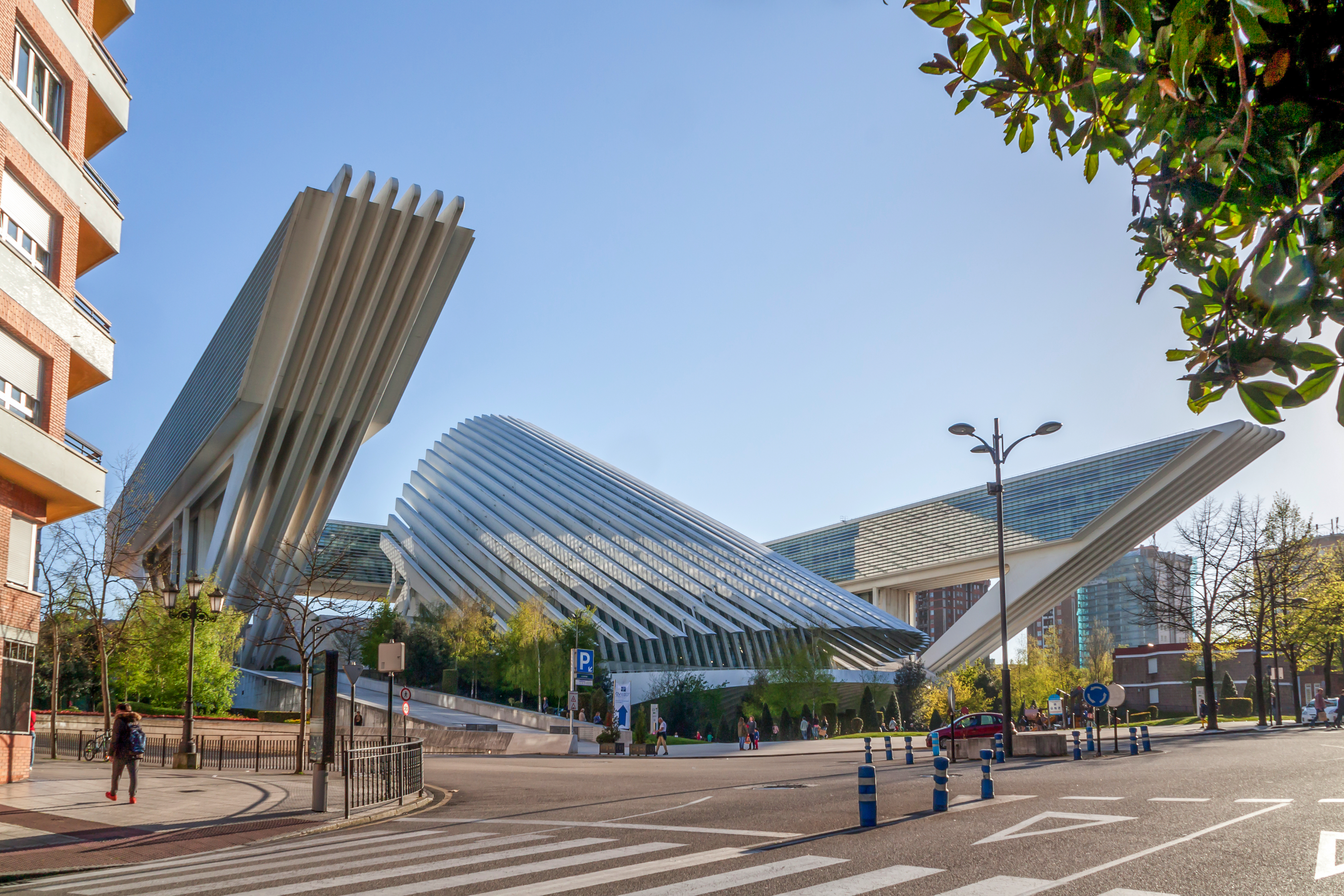
Congrescentrum

Oviedo (Asturisch: Uviéu) is de hoofdstad van en gemeente in de Spaanse provincie Asturië. Het is tevens de hoofdstad van de gelijknamige comarca. Oviedo heeft een oppervlakte van bijna 187 km². In 2021 telde Oviedo 217.552 inwoners.

## Geschiedenis
Oviedo werd gesticht door Fruela I van Asturië op 25 november 761. Volgens de legende was hij met zijn gevolg op jacht en zocht een plek om een stad te bouwen, dichter bij het jachtgebied. Hij vroeg aan zijn kompanen: "Waar moeten we een stad bouwen?". Die antwoordden toen Ubi edo, "waar en hoe". Zo was de naam van de stad geboren. Alfons II van Asturië verplaatste de hoofdstad van het koninkrijk Asturië naar Oviedo op een niet nader bepaald tijdstip, maar dit was vóór het jaar 812. De stad werd uitgebreid met paleizen, kerken en andere bouwwerken. Het geheel werd omgeven door een stadsmuur waarvan slechts kleine delen nog zichtbaar zijn.
In de 10e eeuw leidde het succes van de herovering (door de christenen) tot de verplaatsing van de hoofdstad naar
León, waardoor de stad aan belang inboette. Dankzij het goede contact met het hof van Karel de Grote begonnen er pelgrims vanuit de Pyreneeën via Oviedo naar Santiago te gaan, waarmee deze weg de oudste route is voor pelgrims naar Santiago de Compostella. Koning Johan I stichtte in 1388 het Prinsdom Asturië met Oviedo als hoofdstad.
De stad leidde onder een verschuiving van de pelgrimsroute meer naar het zuiden via León. In 1521 werd Oviedo door brand verwoest, maar de stad werd herbouwd. Om de economie te stimuleren werd de handel gestimuleerd. Later werd dit versterkt door de komst van een wapenfabriek en de oprichting van een universiteit. Met deze uitbreidingen kwam het aantal inwoners op zo'n 8000 mensen.
In de 19e eeuw profiteerde de stad van een gunstig economisch klimaat. De wapenfabriek leidde tot de komst van ijzerverwerkingsbedrijven, er kwam een gasbedrijf en een fabriek voor de verwerking van tabak. Het lag gunstig op de transportroute tussen de Spaanse binnenlanden en de havens aan de kust zoals Gijón. Aan het begin van de 20e eeuw namen de industriële activiteiten af, maar nam het aanbod van diensten toe. Oviedo kreeg goede spoorwegverbindingen, en later aansluitingen op het wegennet. Nog altijd is Oviedo sterk afhankelijk van de dienstensector en telt de stad relatief veel ambtenaren.

## Klimaat
Oviedo heeft een zeeklimaat van het type Cfb volgens de klimaatclassificatie van Köppen, met milde zomers en koele winters. De neerslag is redelijk gelijkmatig verdeeld over het jaar, maar de winter en het voorjaar zijn gemiddeld iets natter. Het klimaat is enigszins continentaal omdat Oviedo zo'n 25 kilometer landinwaarts ligt, waardoor de temperatuur meer fluctueert dan aan de kust.
In de periode van 1981 tot 2010 was de gemiddelde jaartemperatuur 13,3 °C, met augustus als de warmste maand, met een gemiddelde van 19,1 °C, en januari als de koudste, met een gemiddelde van 8,3 °C. In dezelfde periode was november de maand met de meeste neerslag, 115 millimeter, terwijl de drie maanden van juni tot en met augustus met een gemiddelde neerslag van respectievelijk 45–55 mm relatief droog zijn. jaarlijks valt er gemiddeld zo'n 960 mm neerslag hetgeen de helft meer is dan in Nederland.

## Demografische ontwikkeling
De gemeente Oviedo telt 217.552 inwoners, waarvan 118.552 vrouwen (53,74%) en 101.954 mannen (46,26%) (2021).
Bron: INE; 1857-2011: volkstellingen
Opm: Bevolkingscijfers in duizendtallen; aanhechting van Tudela (1860) en Ribera de Abajo (1897)

## Bezienswaardigheden
In de 9e eeuw werd in Asturië een vernieuwende pre-Romaanse bouwstijl ontwikkeld. De hoogtepunten worden gevormd door de kerken in en rond de stad zoals de Santa María del Naranco, San Miguel de Lillo, Santa Cristina de Lena, de Cámara Santa en San Julián de los Prados. De Asturische bouwstijl heeft grote invloed gehad op de religieuze architectuur van het schiereiland. Veel van deze bijzondere bouwwerken zijn beschermd als UNESCO werelderfgoed.
- Santa Maria del Naranco ligt in een groene omgeving op zo'n drie kilometer ten noorden van de stad. Op de heuvel staat het voormalige zomerpaleis van Asturische koning Ramiro I gebouwd in 842. Dit werd later omgebouwd tot de preromaanse kerk Santa Maria del Naranco. Vlakbij ligt ook de eveneens preromaanse kerk San Miguel de Lillo.
- De kathedraal van San Salvador is gebouwd in een laat-gotische stijl. In 1388 werd begonnen met de bouw en het werd voltooid in 1587. Het is een basiliek met een schip en twee zijbeuken. Het dak van het schip is 20 meter hoog en is verdeeld in vijf kruisgewelfde secties.
- De Plaza del Fontan is een rechthoekige plein dat wordt omgeven door arcaden met restaurants en sidrerías (ciderhuizen). Het blauw geverfde ciderhuis Casa Ramón is het enige originele gebouw en naast het plein ligt de overdekte markt El Fontán.
- Het Museo de Bellas Artes de Asturias ligt aan het plein met de kathedraal. De collectie is gehuisvest in drie oude gebouwen en bevat werken van Spaanse en Vlaamse schilders zoals Francisco Goya, El Greco en Pablo Picasso.
- Campo de San Francisco is een stadspark in het centrum van de stad.
- Het Palacio de Congresos de Oviedo is een grote tentoonstellings- en congresruimte ontworpen door de architect Santiago Calatrava.

## Transport

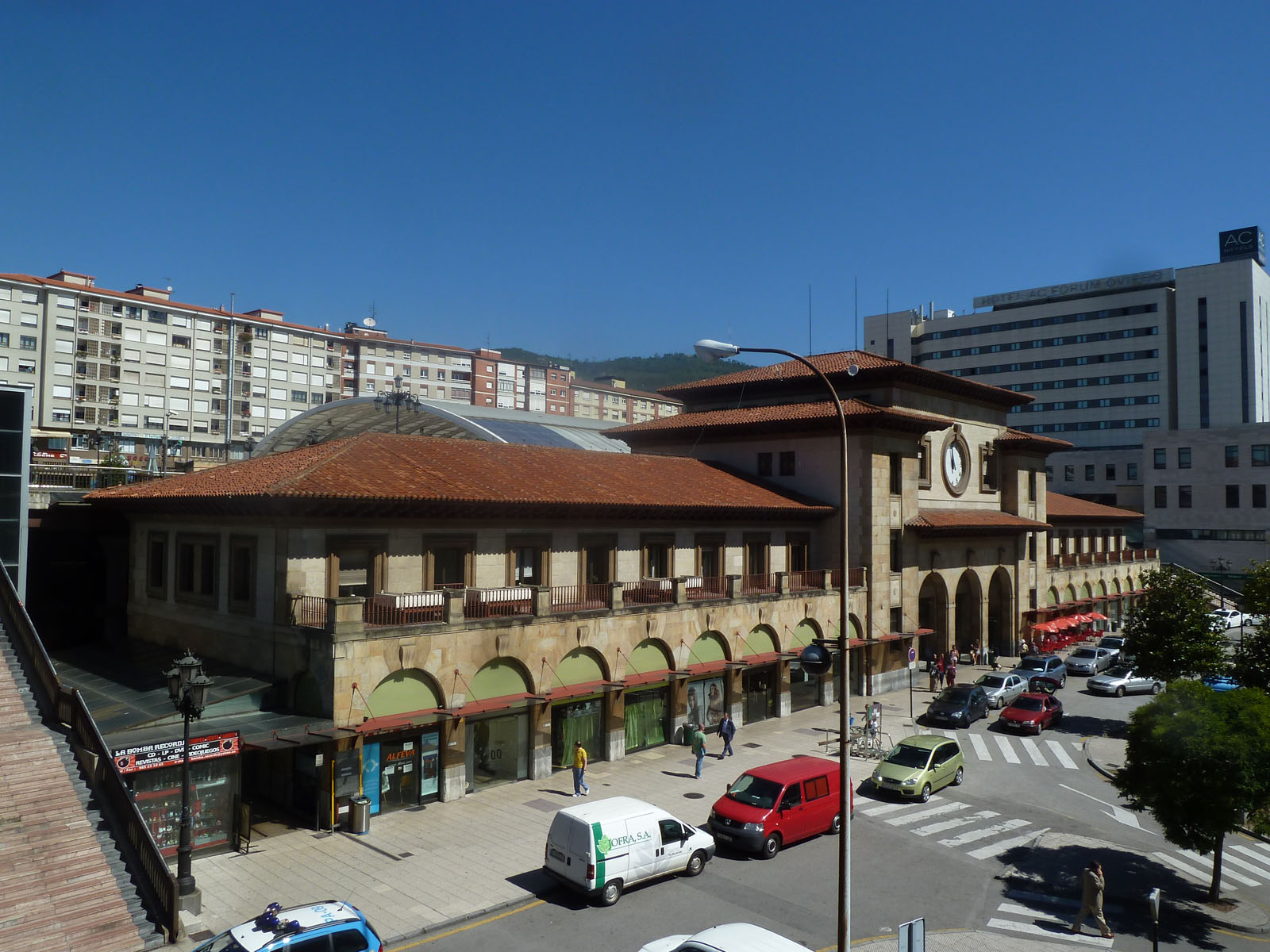
Noordstation Oviedo in 2012

### Luchtvaart
De Luchthaven van Asturië ligt op 46 km van Oviedo, in de buurt van Avilés. Vanaf deze luchthaven vertrekken zowel nationale als internationale vluchten. Het vliegveld van La Morgal, vlak bij Oviedo, was de voormalige hoofdluchthaven van Asturië, maar is nu een plezierluchthaven.

### Spoorwegen
Er is een uitgebreid Cercanías-spoornet (voorstadstreinen) in de streek, van zowel de FEVE (smalspoor) als de RENFE (breedspoor). Oviedo ligt op de RENFE hoofdlijn van Madrid tot Gijón. Met de FEVE kan zowel Ferrol als Santander worden bereikt.

### Snelwegen
Oviedo is met de A-66 met Gijón en León verbonden en met de A-64 met Villaviciosa. De A-63 verbindt Oviedo en Galicië.

## Sport
Real Oviedo is de professionele voetbalclub van Oviedo en speelt in het Estadio Carlos Tartiere. De club speelde meerdere seizoenen op het hoogste Spaanse niveau, de Primera División. Oviedo was speelstad voor het WK Voetbal van 1982 en de wedstrijden werden destijds gespeeld in het Estadio Carlos Tartiere.

## Partnersteden
- Buenos Aires (Argentinië), sinds 1982

## Geboren
- Indalecio Prieto (1883-1962), politicus
- Luis Amado-Blanco (1903-1975), Cubaans diplomaat
- Enrique Castro González (1949-2018), voetballer
- Marcelino García (1971), wielrenner
- Letizia Ortiz Rocasolano (1972), koningin van Spanje
- Javi Venta (1975), voetballer
- César Martín (1977), voetballer
- Samuel Sánchez (1978), wielrenner
- Luis García Fernández (1981), voetballer
- Carlos Barredo (1981), wielrenner
- Fernando Alonso (1981), wereldkampioen formule 1
- Alberto Saavedra Muñoz (1981), voetballer
- Saúl Berjón (1986), voetballer
- Jorge Meré (1997), voetballer
- Manuel García (1998), voetballer
- Pelayo Morilla (1998), voetballer

## Overleden
- Auke Pattist (1920-2001), Nederlands oorlogsmisdadiger

- Biblioteca Nacional de España: XX125807
- Bibliothèque nationale de France: cb11933545j (data)
- Gemeinsame Normdatei: 4116850-1
- Library of Congress Control Number: n79039812
- MusicBrainz: 0f196ad0-f90d-4dd1-befe-88f92ebc15e3
- Nationale Bibliotheek van Tsjechië: ge134421
- Nationale Bibliotheek van Israël: 987007559656105171
- Virtual International Authority File: 155924709
- WorldCat: E39PBJy8tPxQbGH4wvKCPQt7pP

Albacete · Alicante · Almería · Ávila · Badajoz · Badalona · Barcelona · Bilbao · Burgos · Cáceres · Cádiz · Cartagena · Castelló de la Plana · Ceuta · Ciudad Real · Córdoba · A Coruña · Cuenca · Elche/Elx · Gijón · Girona · Granada · Guadalajara · L'Hospitalet de Llobregat · Huelva · Huesca · Jaén · Jerez de la Frontera · León · Lleida · Logroño · Lugo · Madrid · Málaga · Melilla · Mérida · Móstoles · Murcia · Oviedo · Ourense · Palencia · Palma · Las Palmas de Gran Canaria · Pamplona · Pontevedra · Sabadell · Salamanca · San Sebastián · Santa Cruz de Tenerife · Santander · Santiago de Compostella · Segovia · Sevilla · Soria · Tarragona · Terrassa · Teruel · Toledo · Valencia · Valladolid · Vigo · Vitoria-Gasteiz · Zamora · Zaragoza
Alhambra, Generalife en Albaicín, Granada ·
Kathedraal van Burgos ·
Historisch centrum van Córdoba ·
Klooster en plaats van het Escorial, Madrid ·
Werken van Gaudí ·
Grot van Altamira en de paleolithische grotkunst van Noord-Spanje ·
Monumenten van Oviedo en het koninkrijk Asturië ·
Oude stad Ávila met de Kerken-buiten-de-Muren ·
Oude stad Segovia en aquaduct ·
Santiago de Compostella (oude stad) ·
Nationaal park Garajonay ·
Historische stad Toledo ·
Mudéjararchitectuur van Aragón ·
Oude stad Cáceres ·
Kathedraal, Alcázar en Archivo General de Indias in Sevilla ·
Oude stad Salamanca ·
Klooster van Poblet ·
Archeologisch ensemble van Mérida ·
Pelgrimsroute naar Santiago de Compostella ·
Koninklijk klooster van Santa Maria de Guadalupe ·
Nationaal park Doñana ·
Historische ommuurde stad Cuenca ·
La Lonja de la Seda van Valencia ·
Las Médulas ·
Palau de la Música Catalana en Hospital de Sant Pau, Barcelona ·
Monte Perdido ·
Kloosters van San Millán Yuso en Suso ·
Prehistorische rotskunst in de Coa Vallei en de Siega Verde ·
Rotskunst van het Middellandse Zeebekken op het Iberisch Schiereiland ·
Universiteit en historische parochie van Alcalá de Henares ·
Ibiza, biodiversiteit en cultuur ·
San Cristóbal de La Laguna ·
Archeologisch ensemble van Tarraco ·
Archeologisch Atapuerca ·
Catalaanse romaanse kerken van de Vall de Boí ·
Palmeral van Elche ·
Romeinse muur van Lugo ·
Cultuurlandschap van Aranjuez ·
Monumentale renaissance-ensembles van Úbeda en Baeza ·
Vizcayabrug ·
Oude en voorhistorische beukenbossen van de Karpaten en andere regio's van Europa ·
Nationaal park El Teide ·
Herculestoren ·
Cultuurlandschap van de Serra de Tramuntana ·
Erfgoed van kwik. Almadén en Idrija ·
Dolmens van Antequera ·
Kalifaatstad Medina Azahara ·
Cultuurlandschap van de Risco Caído en de heilige bergen van Gran Canaria  ·
Paseo del Prado en Parque del Buen Retiro, een landschap van kunst en wetenschap